# 36℃
「36℃」（サンジュウロクド）は、日本の音楽デュオ・WaTのメジャー8作目（通算9作目）のシングル。

## 概要
- 前作「時を越えて〜Fantastic World〜」から約6ヶ月ぶりのシングル。
- カップリング曲はNHK衛星第2テレビジョン『にっぽん熱中クラブ』のテーマソングに起用された。
- 初回限定盤Aと初回限定盤B、通常盤の3形態で発売された。初回限定盤Aには特典として携帯クリーナーとトレーディングカードが同梱され、初回限定盤Bにはボーナストラックが追加収録された。
- 今作でNHK総合テレビジョン『第59回NHK紅白歌合戦』に出場した[1]。

## 収録曲
1. 36℃
作詞・作曲：WaT
編曲：華原大輔
ストリングスアレンジ：前嶋康明
2. 青春の輝き
作詞・作曲：WaT
編曲：華原大輔
3. 36℃ (Instrumental)
作曲：WaT
編曲：華原大輔
ストリングスアレンジ：前嶋康明
表題曲のインストゥルメンタル。
4. 青春の輝き (Instrumental)
作曲：WaT
編曲：華原大輔
カップリング曲のインストゥルメンタル。
5. 潮騒の午後
作詞・作曲：WaT
編曲：小西貴雄
初回限定盤Bにのみ収録されたボーナストラック。

## 参加ミュージシャン
WaT
- ウエンツ瑛士：Vocal (#1,2)、Chorus (#1)
- 小池徹平：Vocal (#1,2)、Chorus (#1)、Acoustic Guitar (#1,3)

Support Musician
- 華原大輔：Electric Bass & Electric Guitar & Programming (#1,3)
- 小板良輔：Electric Guitar & Acoustic Guitar (#1,3)
- 桜井正宏：Drums (#1,3)
- 弦一徹ストリングス：Strings (#1,3)
- 園田凌士：Chorus (#1)

## タイアップ
- NHK衛星第2テレビジョン『にっぽん熱中クラブ』テーマソング (#2)

## 収録アルバム
- 卒業BEST (#1)